# Col·lènquima

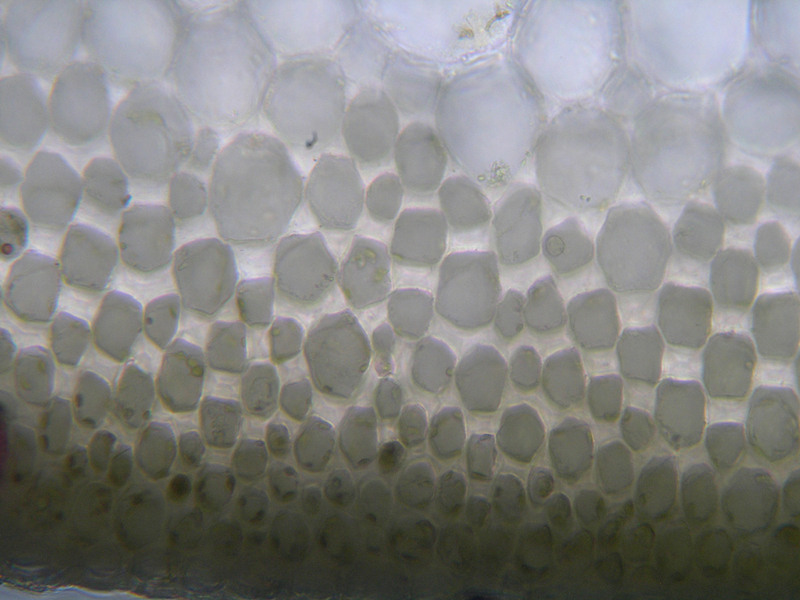
Col·lènquima angular en una tija d'api

El col·lènquima és un teixit de sosteniment present en plantes joves i herbàcies. Aquesta paraula deriva del mot grec κóλλα, que significa "cola" (d'enganxar), i es refereix a l'aspecte gruixut i brillant de les parets en els teixits frescos. Els teixits col·lènquimàtics estan formats per cèl·lules allargades amb parets engrossides de forma desigual. Proporcionen suport estructural, en particular en el creixement de brots i fulles. El teixit col·lenquimàtic compon, per exemple, els filaments resistents de les tiges d'api. El seu creixement es veu fortament afectat per la tensió mecànica a la planta. Les parets de col·lènquima de les plantes que són sacsejades (per imitar l'efecte del vent, etc.), poden ser entre un 40% i fins a un 100% més gruixudes que les d'aquelles que no pateixen sacseig. La paret està constituïda per cel·lulosa i pectina.

## Tipus de col·lènquima
Hi ha tres tipus principals de col·lènquima:
- Col·lènquima angular (engrossit en els punts de contacte intercel·lular)
- Col·lènquima tangencial (cèl·lules disposades en files ordenades i engrossides a la cara tangencial de la paret cel·lular)Secció d'una tija quadrangular de Lamium amb els angles reforçats per cordons col·lenquímàtics (de color blau fosc).

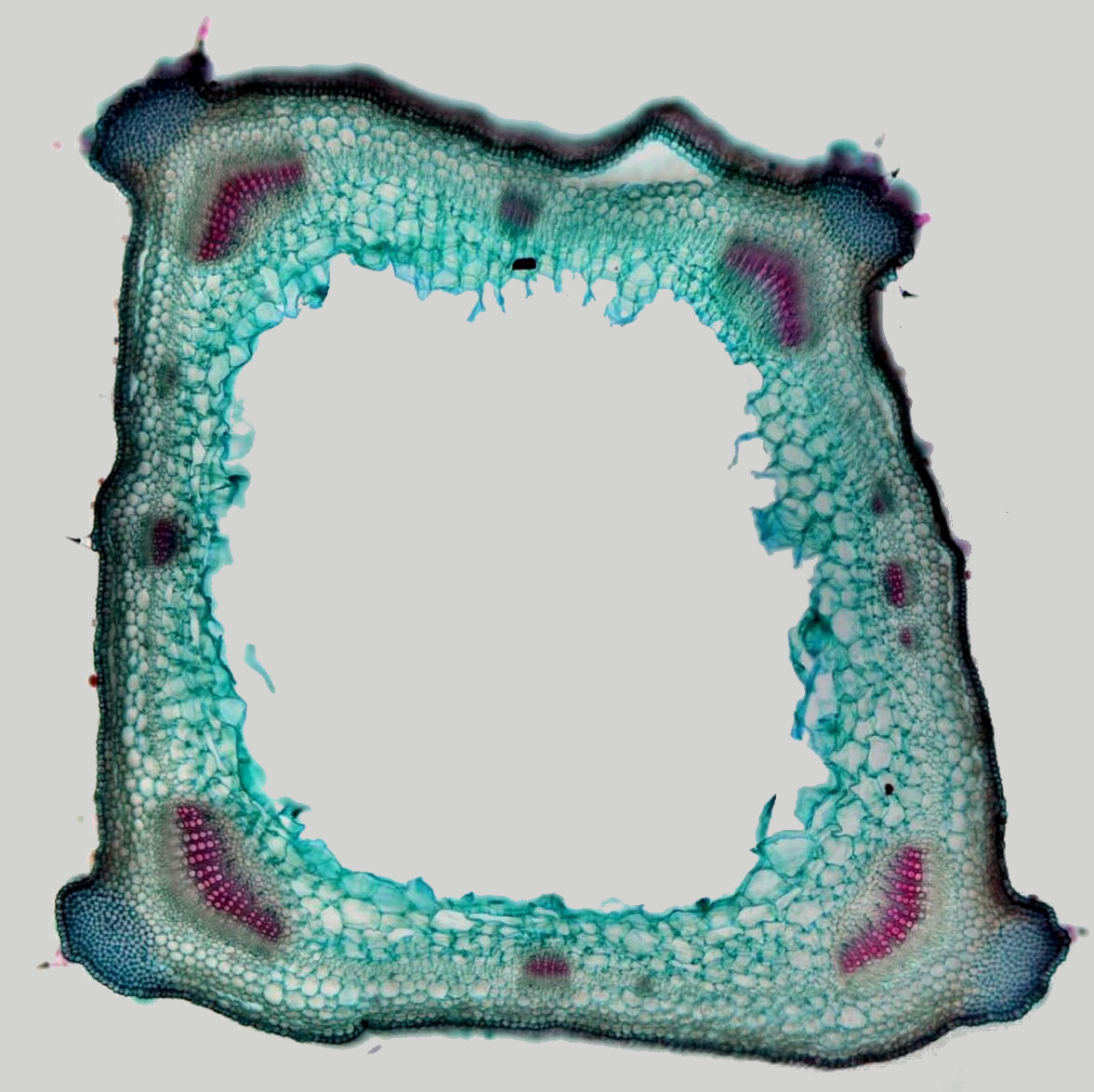
Secció d'una tija quadrangular de Lamium amb els angles reforçats per cordons col·lenquímàtics (de color blau fosc).

- Col·lènquima llacunar (tenen espai intercel·lular i engrossiment proximal cap a l'espai intercel·lular)

Les cèl·lules col·lenquimàtiques es troben més freqüentment adjacents a l'exterior dels teixits de creixement, al càmbium vascular.